# Scarface (film, 1932)
Pour les articles homonymes, voir Scarface.
Pour plus de détails, voir Fiche technique et Distribution.
Scarface est un film américain en noir et blanc réalisé par Howard Hawks, sorti en 1932, adapté d'un roman d'Armitage Trail publié en 1929. 
S'inspirant directement de la vie d'Al Capone, le film est immédiatement victime de violentes critiques qui lui reprochent la glorification du gangster. Il ne peut sortir que deux ans après la fin du tournage avec un certain nombre de modifications, ce qui ne l'empêche pas de participer très largement à la mythification du parrain de l'Outfit de Chicago dont la légende dépasse la réalité.
Le film est une œuvre importante du genre cinéma criminel d'après André Roy.

## Synopsis

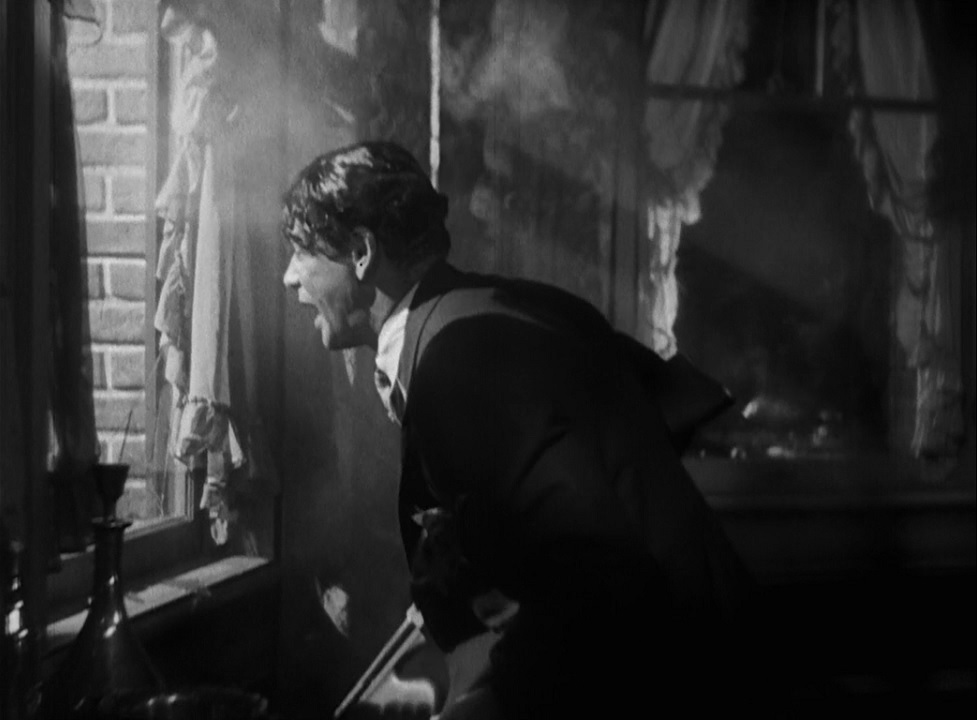
Tony Camonte (Paul Muni) ripostant au pistolet-mitrailleur face à la police.

Dans les années 1920, à Chicago, Tony Camonte, un petit malfrat, fait tout ce qu'il peut pour accéder au pouvoir. Il devient le garde du corps d'un chef de gang, Lovo. Avec son complice Guido Rinaldo, il va peu à peu éliminer les concurrents de Lovo. Il va ainsi accéder au pouvoir au sein du gang,,.

## Fiche technique
- Titre original : Scarface
- Réalisation : Howard Hawks
- Co-direction : Richard Rosson (scènes additionnelles et fin alternative)
- Scénario : Ben Hecht, Seton I. Miller, John Lee Mahin, William R. Burnett et Howard Hawks (non crédité)
  - d'après le roman Scarface d'Armitage Trail (1930)
- Directeurs de la photographie : Lee Garmes et L. William O'Connell[6]
- Musique : Adolph Tandler (non crédité)
- Direction musicale : Adolph Tandler et Gustav Arnheim
- Montage : Edward Curtiss et Lewis Milestone (non crédité)
- Producteurs : Howard Hughes et Howard Hawks (non crédités)
- Société de production : The Caddo Company
- Société de distribution : United Artists
- Pays de production :  États-Unis
- Langue originale : anglais, italien
- Format : noir et blanc — 35 mm — 1,37:1 — son : mono (Western Electric Sound System)
- Genre : film de gangsters, thriller
- Budget : entre 600 000 et 700 000 $[7]
- Durée : 89 minutes
- Dates de sortie :
  - États-Unis : 31 mars 1932 (première), 9 avril 1932 (sortie nationale)
  - Royaume-Uni : 28 novembre 1932
  - France : 17 février 1933
  - Belgique : 30 novembre 1973
- Classifications : 
  - États-Unis : R (Restricted) depuis 1980
  - France : initialement interdit aux moins de 16 ans[8], puis tous publics depuis 1980[9].
- Affiche : Constantin Belinsky (France)

## Distribution

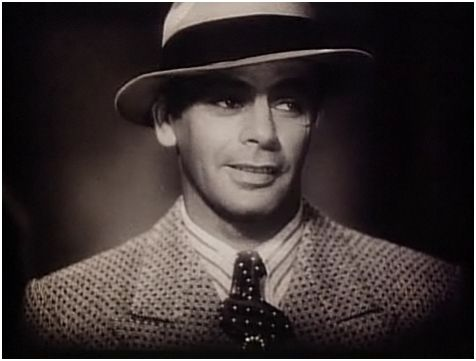
Paul Muni dans la bande-annonce du film.

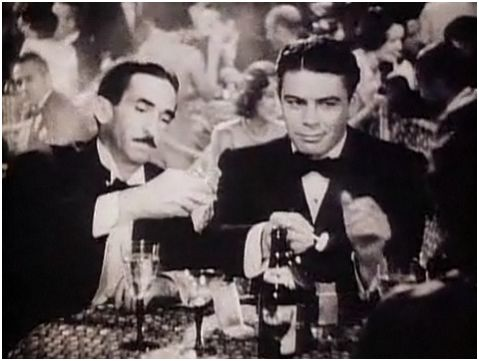
Osgood Perkins et Paul Muni.

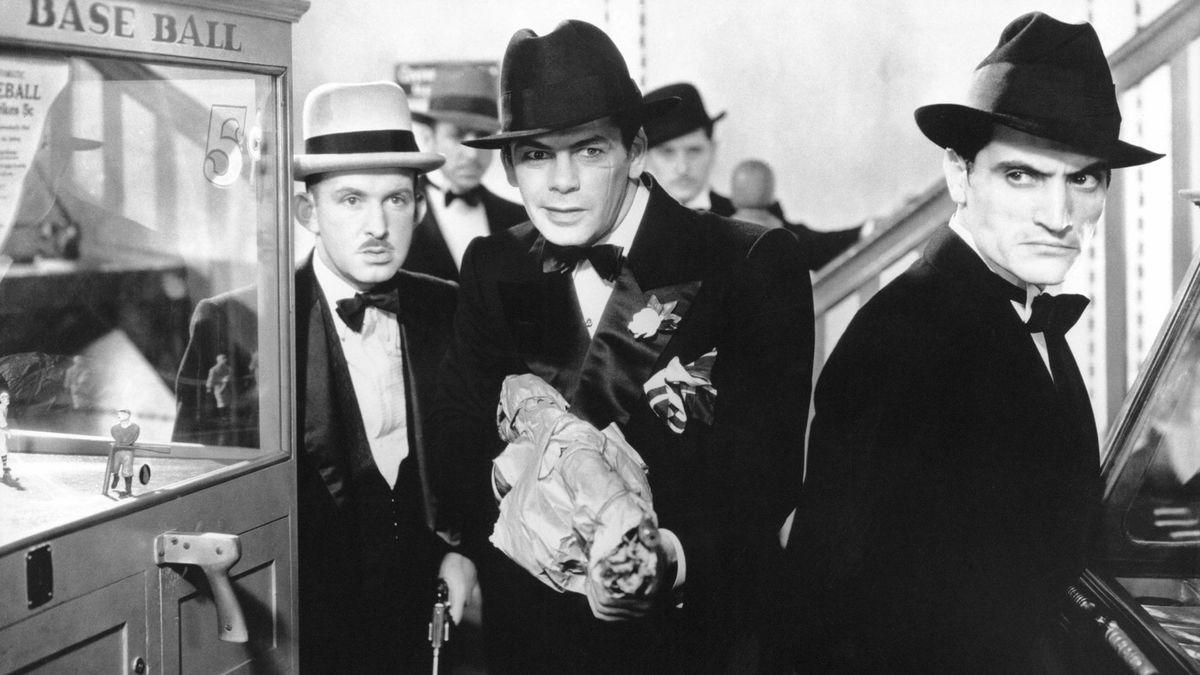
Vince Barnett, Paul Muni et Pedro Regas.

Remarque : 2d doublage (2005) entre parenthèses
- Paul Muni (VF : Patrick Bethune) : Antonio « Tony » Camonte
- Ann Dvorak (VF : Véronique Alycia) : Francesca « Cesca » Camonte
- Karen Morley (VF : Rafaèle Moutier) : Poppy
- Osgood Perkins (VF : Patrick Osmond) : John « Johnny » Lovo
- C. Henry Gordon (VF : Hervé Bellon) : l'inspecteur Ben Guarino
- George Raft (VF : Gérard Berner) : Guino Rinaldo
- Vince Barnett (VF : Philippe Peythieu) : Angelo
- Boris Karloff (VF : Philippe Catoire) : Tom Gaffney
- Purnell Pratt (VF : Jean-Pierre Gernez) : Mr Garston, l'éditeur
- Tully Marshall (VF : Jean-Pierre Leroux) : le rédacteur en chef
- Inez Palange (en)[10] (VF : Denise Metmer) : Mme Camonte
- Edwin Maxwell (VF : Vincent Grass) : l'inspecteur principal

### Acteurs non crédités
- Henry Armetta : Pietro, le barbier
- Eugenie Besserer : une membre du Comité des citoyens
- William Burress : le juge (dans la fin alternative)
- Gino Corrado : un serveur du Columbia Cafe
- William B. Davidson : un membre du Comité des citoyens
- Bill Elliott : un homme à l'extérieur du théâtre
- Paul Fix : un homme de Gaffney
- Francis Ford : un gardien de prison (dans la fin alternative)
- Jean Harlow : une blonde au Paradise Club
- Brandon Hurst : un membre du Comité des citoyens
- Hank Mann : l'homme d'entretien après la soirée entre hommes
- Dennis O'Keefe : un client du night-club
- Warner Richmond : le danseur partenaire de Cesca
- Harry Tenbrook : un homme de Costillo
- Harry J. Vejar : Big Louis Costillo
- Douglas Walton : le petit ami de Cesca
- Howard Hawks : l'homme alité à l'hôpital
- Gus Arnheim : le chef d'orchestre du Paradise Club
- John Lee Mahin : MacArthur, le journaliste

## Censure
La mention « Sans Dieu, sans amour, sans cœur, voici Scarface, la honte d'une nation » a été ajoutée à l'affiche à la demande de la censure.
Certaines scènes du film ont été modifiées par le code Hays, sans l'accord du réalisateur. De nombreuses scènes ont été ajoutées, le thème de l'inceste presque entièrement éliminé, et la fin, tronquée. Malgré tous ces aménagements et au terme d'un long bras de fer, le film est sorti dans une version non approuvée par le Hays Office.
La fin alternative du film (version B) n'est pas celle voulue par Hawks, mais une fin tournée pour satisfaire le code Hays. Dans cette version, Tony est jugé et pendu, et non abattu en tentant d'échapper à la police (version A). La version B ne fut pas non plus approuvée par la censure, et Hughes décida donc de sortir la version A, plus cohérente. L'acteur incarnant Scarface, Paul Muni, a refusé de tourner les scènes de la version B car il était en profond désaccord avec la censure de l'époque. C'est pour cela que l'on ne voit pas son visage dans la scène de fin (version B).

## Remake
Le remake Scarface a été réalisé par Brian De Palma en 1983. Celui-ci ne reprend cependant pas l'histoire d'origine, mais se centre sur un réfugié cubain (Al Pacino) qui prospère dans le trafic de cocaïne.

## Sortie et accueil
Entre 1932 et 1935, année de sa dernière projection, Scarface enregistre de bons résultats au box-office avec 905 298 $ de recettes, qui permet à Howard Hughes d'empocher 75 % de l'argent généré par le film. Scarface marche également bien en Grande-Bretagne avec 297 934 $ de recettes, portant le total à 1 203 233 $. 
En France, Scarface totalise 512 636 entrées entre la date de sa première reprise le 28 mars 1946 jusqu'au 29 avril 2014. A l'occasion de sa reprise en 1946, le peintre français Lucien Chanay réalise une nouvelle affiche du film. 

## Sortie vidéo
Le film sort en Blu-ray le 1er mars 2020 édité par Universal, l'édition propose la version cinéma du film (93') et la version qui avait été censurée (95'), ainsi qu'une présentation du film par l'historien Robert Osborne, et le montage de la fin alternative (10')[réf. souhaitée].

### Articles
- (en) « Scarface », Variety, 1er janvier 1932 (consulté le 11 avril 2019)
- « Critique : Scarface, de Howard Hawks », sur Critikat, 15 avril 2014 (consulté le 11 avril 2019)
- Olivier Père, « Scarface de Howard Hawks », sur Arte, 16 avril 2014 (consulté le 11 avril 2019)